# Gorillas im Nebel
Gorillas im Nebel (Originaltitel: Gorillas in the Mist) ist ein US-amerikanischer Spielfilm aus dem Jahr 1988, der auf der wahren Geschichte der Zoologin und Verhaltensforscherin Dian Fossey und ihren Studien zum Verhalten von Gorillas basiert.
Das Drehbuch von Anna Hamilton Phelan entstand aufgrund eines Artikels von Harold T. P. Hayes und Fosseys Autobiografie Gorillas im Nebel. Regie führte Michael Apted und die Hauptrolle spielte Sigourney Weaver, die für ihre Leistung den Golden Globe gewann und eine Oscar-Nominierung in der Kategorie Beste Hauptdarstellerin erhielt. Der Film wurde auch mit dem Genesis Award und 
von der Deutschen Film- und Medienbewertung ausgezeichnet.

## Handlung
Im Jahr 1967 kommt die US-amerikanische Wissenschaftlerin Dian Fossey nach Ostafrika ins Virunga-Massiv im Kongo, um dort das Leben der vom Aussterben bedrohten Berggorillas zu studieren. Während der Kongo-Krise muss sie das Land verlassen. Sie beschließt, in Ruanda weiterzuforschen. Dort muss sie sich zunächst an das schwierige Leben im Dschungel anpassen, aber ihre Mühe zahlt sich aus, denn es gelingt ihr schließlich, das Vertrauen einer Gorillagruppe zu gewinnen. Fossey macht es sich zur Aufgabe, das Leben der bedrohten Art zu schützen. Ihre Methode, direkten Kontakt mit den Gorillas zu pflegen, ist zuerst umstritten, zieht dann jedoch das Interesse des National Geographic auf sich, der den Fotografen Bob Campbell nach Afrika schickt, um Fosseys Arbeit zu dokumentieren. Schnell teilt auch er Fosseys Begeisterung für die Tiere, und die beiden werden ein Paar. Die Beziehung zerbricht allerdings, als Bob aus beruflichen Gründen nach Borneo reisen muss, Dian aber bei den Gorillas bleiben möchte. Die Konflikte mit Wilderern der Batwa und der Nationalparksleitung spitzen sich im Laufe der Jahre zu, da Fossey zu immer drastischeren Mitteln greift, um die Gorillas zu schützen. So quält sie zum Beispiel das Kind eines Wilderers und führt an einem gefangenen Wilderer eine Scheinhinrichtung durch. Sie hat zu ihrer menschlichen Umwelt keine normale Beziehung mehr und ist bald nur noch von Feinden umgeben. Eines Nachts wird sie in ihrer Hütte von einer unbekannten Person mit einer Machete ermordet. Ihr Leichnam wird auf einem Gorillafriedhof in Ruanda bestattet. Im Abspann werden ihre Verdienste um das Überleben der Gorillas gewürdigt.

## Kritiken
Das Lexikon des internationalen Films resümiert: „Obwohl etwas zu einseitig der Faszination von Person und Aufgabe erliegend, entwirft der an Ort und Stelle gedrehte Film die eindrucksvolle Geschichte eines modernen wissenschaftlichen Abenteuers.“
Hellmuth Karasek schrieb im Spiegel, der Film gerate, obwohl um Objektivität bemüht, „zum Appell für die Ideen und Taten einer Frau, die im weitesten Sinne ihr Leben für das ihrer tierischen Schützlinge opferte“. Gorillas im Nebel sei „mehr […] als eine verfilmte Biographie und weniger als ein ökologisches Pamphlet: Es ist ein Kinofilm und (damit) ein Märchen, in dem sich momentane kollektive Schuldgefühle, Sehnsüchte und Hoffnungen spiegeln“.
Andreas Kilb von der Zeit kritisierte, dass Apted die Geschichte von Dian Fossey mit „Sentimentalität, malerischem Pomp und weiblicher Schönheit“ ergänze. „Dadurch fehlt dem Film genau das, was vielleicht das Wichtigste ist: die Wahrheit.“

## Auszeichnungen

### Golden Globes für das Jahr 1988, Verleihung 1989
- Beste Hauptdarstellerin (Drama): Sigourney Weaver
- Beste Filmmusik: Maurice Jarre
  - weitere Nominierung: Bester Film (Drama)

### Oscars für das Jahr 1988, Verleihung 1989
Nominierungen
- Beste Hauptdarstellerin: Sigourney Weaver
- Bester Filmschnitt
- Beste Filmmusik
- Bester Ton
- Bestes adaptiertes Drehbuch: Anna Hamilton Phelan gemeinsam mt Tab Murphy

### Genesis Award
- 1991 als bester Spielfilm

### Deutsche Film- und Medienbewertung FBW
Prädikat „Besonders wertvoll“